# 1464
1464 (MCDLXIV) fue un año bisiesto comenzado en domingo del calendario juliano. Es uno de los ocho años de la era común y del anno Domini que usa todas las letras del sistema de numeración romano una vez cada una.

## Acontecimientos
- 21 de enero: llega a Barcelona (Cataluña) el condestable Pedro de Portugal, conde de Barcelona (nieto del conde de Urgel), que los rebeldes catalanes del Consejo de Ciento habían proclamado rey en lugar de Juan II de Aragón.
- Carlos VIII Knutsson es electo rey de Suecia por segunda ocasión.
- Paulo II sucede a Pío II como papa.
- 16 de agosto: en Bretaña se publica el Catholicon, diccionario bretón-francés-latín, primer diccionario trilingüe, primer libro impreso en idioma bretón y primer diccionario francés.

## Nacimientos
- Nezahualpilli, fue tlatoani del altepetl de Texcoco.
- Juan Alonso Pérez de Guzmán,  VIII señor de Sanlúcar, V conde de Niebla, III duque de Medina Sidonia, II marqués de Gibraltar y I marqués de Cazaza.

## Fallecimientos
- 18 de junio - Roger van der Weyden, pintor flamenco.
- 1 de agosto - Cosme de Médici, político y banquero italiano.
- 14 de agosto - Eneo Piccolomini, papa Pío II (1458-1464).